# Resolutie 226 Veiligheidsraad Verenigde Naties
Resolutie 226 van de Veiligheidsraad van de Verenigde Naties werd aangenomen op 14 oktober 1966. Dat gebeurde unaniem op de 1306ste vergadering van de Raad op 14 oktober.

## Achtergrond
Congo werd onafhankelijk op 30 juni 1960; België trok zich uiteindelijk terug uit angst voor een onafhankelijkheidsoorlog zoals in Algerije. Patrice-Emery Lumumba (1925-1961) werd eerste minister. Na vijf jaar van onstabiliteit en wanorde zette generaal Mobutu Kasavubu af in 1965. Hij installeerde een eenpartijstaat en riep zichzelf uit tot staatshoofd.

## Inhoud
De Veiligheidsraad had de uitspraken van de vertegenwoordigers van Congo en Portugal gehoord. De Veiligheidsraad merkte op dat volgens de vertegenwoordiger van Congo, Portugees Angola een uitvalbasis was van buitenlandse huurlegers, en dat volgens de vertegenwoordiger van Portugal, geen huurlegers of materiaal in Angola aanwezig waren. De Veiligheidsraad was ernstig bezorgd over de ontwikkelingen in het gebied. De regering van Portugal werd gemaand om geen buitenlandse huurlegers toe te laten op haar grondgebied. Alle landen werden gemaand om niet in te grijpen in Congolese binnenlandse aangelegenheden.
De Secretaris-Generaal werd verzocht om nauwkeurig de naleving van deze resolutie te blijven volgen.
Lijst ·  220 ·  221 ·  222 ·  223 ·  224 ·  225 ·  226 ·  227 ·  228 ·  229 ·  230 ·  231 ·  232